# Super Mario Maker 2
Super Mario Maker 2 (スーパーマリオメーカー 2, Sūpā Mario Mēkā Tsū) est un jeu vidéo de plates-formes et un éditeur de niveau développé et édité par Nintendo, sorti le 28 juin 2019 sur Nintendo Switch. Il a été annoncé lors du Nintendo Direct du 13 février 2019. Il fait suite au jeu Super Mario Maker sorti sur Wii U et à l'opus sorti sur Nintendo 3DS.

## Système de jeu
Comme son prédécesseur, Super Mario Maker 2 est un jeu de plates-formes à défilement horizontal qui permet au joueur de créer ses propres niveaux (appelés « stages » dans la version européenne du jeu) de Mario à l'aide d'un éditeur et ensuite d'y jouer. Le jeu propose plusieurs nouveautés, telles que l'ajout du Mario chat du jeu Super Mario 3D World, permettant notamment de grimper aux murs. Il propose en outre le style de Super Mario 3D World en plus des styles de Super Mario Bros., Super Mario Bros. 3, Super Mario World et New Super Mario Bros. U déjà présents dans l'opus précédent. 
Parmi les nouveautés notables, les joueurs peuvent trouver :
- de nouveaux éléments de gameplay comme les pentes disponibles en deux angles différents (doux ou abrupt), le soleil et la lune, les blocs serpent, les interrupteurs « ON » / « OFF », les bascules, les pinces suspendues, les tourbillons, les stalactites ou encore les parachutes ;
- de nouveaux ennemis comme les Bill Bourrins, les carapaces de Skelerex ou encore Boum Boum et Poum Poum ;
- de nouvelles possibilités de personnalisation des stages, comme le niveau de liquide dans les décors en étant composé (aquatique, château et forêt), le défilement personnalisé, l'arrêt du défilement ou encore la possibilité de créer des sous-niveaux verticaux ;
- de nouveaux effets sonores, comme le gros rire ;
- la possibilité de mettre en place des conditions de victoire telles qu'un nombre de pièces à récupérer, une quantité d'ennemis à tuer ou encore franchir la ligne d'arrivée sans subir de dégâts. Certaines conditions sont exclusives au mode histoire ;
- de nouveaux décors comme le désert, la neige, la forêt et le ciel ;
- la possibilité de faire basculer les environnements dans un mode de nuit où l'ensemble des mécaniques sont modifiées.

Un mode de coopération a également été ajouté à la création de niveau afin de pouvoir créer son propre stage simultanément à deux personnes.
Ce jeu intègre un mode histoire consistant à accomplir des niveaux afin de récupérer des pièces permettant de reconstruire le château de la princesse Peach. Les stages de ce mode, dénombrés à plus d'une centaine, sont inédits et créés par Nintendo. Le but de ce mode est de collecter le plus de pièces possibles afin d'avancer dans la construction du château et donc débloquer de nouveaux éléments.
Le jeu intègre également, comme son prédécesseur, un mode en ligne comprenant les stages du monde — où se trouvent les niveaux que les joueurs ont partagé (dans la limite de 100 stages par joueur). Au 9 juillet 2019, plus de 2 millions de niveaux ont été publiés par la communauté. Les fonctionnalités en ligne du jeu, notamment les stages du monde et donc le partage de niveau, nécessitent l'utilisation du Nintendo Switch Online. Le joueur a maintenant la possibilité de rechercher un niveau selon des critères de tags, de régions, de popularités... Il peut aussi rechercher un niveau spécifique qu'il peut retrouver grâce à son ID : composé de 9 caractères divisés en trois parties distinctes comme voici (code fonctionnel) "F9N-7MP-8SF". Il peut également laisser des commentaires sur les stages auxquels il joue, ou alors les télécharger pour y jouer hors-ligne. Ce mode accueille par ailleurs un mode « défi infini » consistant à accomplir le plus de stages possible avec un nombre de vie défini, ce dernier remplaçant alors le défi des 100 Mario du premier opus. Le jeu propose également un mode de jeu permettant de jouer jusqu'à quatre joueurs du monde entier ou alors en local sur un niveau où stratégie et coopération sont présents.
Enfin, le jeu offre aux joueurs la possibilité de créer leurs propres mondes contenant une carte et différents stages à la manière de Super Mario World. Il est possible d'y mettre jusqu'à 8 mondes et 40 stages différents, créés par soi-même. Il est également possible d'y adjoindre un style graphique prédéfini, du relief avec des collines, des tuyaux pouvant amener le joueur dans une partie inatteignable de la carte ainsi que des maisons toad.

## Développement
Le 13 février 2019 (23 h heure française), le jeu est annoncé officiellement en ouverture d'un Nintendo Direct. De nombreuses nouvelles fonctionnalités sont présentées, dont notamment l'ajout du mode de jeu Super Mario 3D World, l'ajout des pentes ou encore la possibilité de personnaliser le scrolling du niveau. Le jeu est alors seulement annoncé pour sortir en juin 2019, exclusivement sur Nintendo Switch.
Le 25 avril 2019, le compte Twitter de Nintendo France officialise la sortie du jeu pour le 28 juin 2019. L'annonce d'une édition limitée contenant un abonnement de 12 mois au Nintendo Switch Online est faite. Par ailleurs, un bonus de précommande est annoncé.
Le 1er mai 2019, à l’occasion de l’ère Reiwa, une nouvelle vidéo de gameplay du jeu est dévoilée.
Le 16 mai 2019, un Nintendo Direct spécial, nommé Super Mario Maker 2 Direct pour l'occasion, a été diffusé afin de révéler de nombreuses nouveautés ainsi que de nombreux éléments de gameplay sur le jeu. Ainsi, après avoir présenté les bases, les décors et les styles de jeu qui étaient déjà présents dans Super Mario Maker, cette présentation a montré les nouveautés de ce second opus. On peut ainsi noter des éléments de décors, des éléments en rapport avec le niveau, des ennemis ou encore d'autres éléments comme les grandes pièces ou de nouveaux effets sonores. La possibilité de jouer en coopération ou encore les conditions de victoire ont également été ajoutées. La présentation a par ailleurs mis le point sur le nouveau mode histoire, le style de jeu Super Mario 3D World ainsi que les nouveautés du mode en ligne.
Le 24 juillet 2019, l'équipe de Super Mario Maker 2 annonce au travers d'une notification en jeu que le nombre de stages publiables par joueur passe de 32 à 64, doublant ainsi ce nombre. Il passe ensuite à 100 niveaux en janvier 2020.
Le 21 avril 2020, Nintendo annonce au travers d'une vidéo qu'une ultime grande mise à jour sera publiée pour le jeu le 22 avril 2020. De nouveaux objets sont ajoutés, tels que le champignon de Super Mario Bros. 2 (permettant de monter et prendre les ennemis), le costume de grenouille (permettant de nager plus vite et de courir sur l'eau), le ballon de puissance (permettant de flotter dans les airs), le super gland (permettant de planer dans les airs), la fleur boomerang, la boîte canon, la boîte à hélice, la boîte POW rouge ou encore un masque de Goomba ou de Bill Balle. Chacun de ces objets utilisables par Mario sont spécifiques à un style particulier. D'autres éléments, tels qu'une clé maudite, des trampignons ON/OFF, ou encore des Mechakoopa sont ajoutés. Par ailleurs, de nouveaux personnages sont ajoutés, à savoir les Terreurs de Bowser : ces nouveaux boss sont au nombre de sept (Larry, Wendy, Morton, Lemmy, Roy, Iggy et Ludwig). Enfin, il est maintenant possible de créer un super monde, à la manière de Super Mario World, contenant jusqu'à 8 mondes et 40 stages personnels.

## Accueil

### Critiques
Super Mario Maker 2 reçoit de très bonnes critiques de la part de la presse spécialisée. Il reçoit une moyenne de 89/100 sur Metacritic (basée sur 70 critiques de la presse) et de 88,48 % sur GameRankings (basée sur 28 critiques). 
Gameblog trouve le mode histoire « fabriqué à la va-vite, avec le renfort de Luigi en guise d'extra » mais apprécie les nouvelles perspectives qu'offrent le jeu : « Celles-ci viennent combler les principales lacunes de son prédécesseur, qu'il s'agisse de mécanismes incroyablement polyvalents, d'outils de mise en scène presque magiques et de power-ups plus ou moins marteaux ». Il regrette cependant que certains éléments ne puissent être utilisés que dans un univers précis (un des 5 styles de Super Mario). 
Jeuxvideo.com critique quant à lui la sélection des niveaux en multijoueurs : « Sur le papier, jouer en ligne jusqu’à 4 en coopération ou en versus est plutôt fun, mais le fait que les niveaux ne soient pas choisis selon leur tag peut conduire à des situations chaotiques dans des niveaux faits pour un seul joueur. »

### Ventes
Au Japon, le jeu s'est vendu à 196 153 exemplaires lors de son premier week-end de commercialisation, et se hisse alors en tête des ventes hebdomadaires du pays, tandis qu'au Royaume-Uni, sur la même période, le jeu se classe également en tête des ventes. En France, le jeu se classe en première position des ventes hebdomadaires de jeu lors de la semaine de sa commercialisation, devançant sa propre édition limitée, classée en deuxième position.
Au 30 juin 2019, soit trois jours après sa sortie, le jeu totalise 2,42 millions de ventes au niveau mondial.
Au 31 mars 2020, le jeu totalise 5,48 millions de ventes ce qui en fait l'un des jeux les plus vendus de la Nintendo Switch.